# Sindaci di Santa Teresa di Riva

## Elenco dei sindaci
Le seguenti tabelle contengono i nominativi di tutti i sindaci del comune di Bucalo (istituito nel gennaio 1849 e soppresso pochi mesi dopo) e di Santa Teresa di Riva, dalla sua istituzione, nel 1854, fino ai giorni nostri.

## Sindaci durante il Regno di Sicilia (1848-1849)
Il 1º gennaio 1849, con legge del Parlamento del ripristinato Regno di Sicilia, i villaggi rivieraschi della Marina di Savoca: Furci, Bùcalo, Sparagonà, Porto Salvo, Cantidati e Barracca, vennero segregati dal comune di Savoca e riuniti nel nuovo comune di Bùcalo. Nel maggio 1849, dopo la capitolazione di Palermo all'Esercito del Regno delle Due Sicilie che concluse tragicamente la Rivoluzione siciliana del 1848 e l'esperienza secessionista rivoluzionaria, vennero annullati tutti i provvedimenti emanati dallo Stato di Sicilia. Il Comune di Bùcalo venne soppresso e nuovamente accorpato a Savoca.
| Periodo               | Primo cittadino   | Carica                             |
| --------------------- | ----------------- | ---------------------------------- |
| Gennaio - aprile 1849 | Giuseppe Caminiti | Presidente del Municipio di Bùcalo |

## Sindaci durante il Regno delle Due Sicilie (1854-1861)
Dal 1º gennaio 1854, con regio decreto di re Ferdinando II di Borbone dato a Caserta in data 1 luglio 1853, i villaggi rivieraschi della Marina di Savoca: Furci, Bucalo, Sparagonà, Porto Salvo, Cantidati e Barracca, venivano separati dal comune di Savoca e riuniti nel nuovo comune di Santa Teresa. Come tutti i comuni del Regno delle Due Sicilie anche Santa Teresa era amministrato da un sindaco nominato dall'intendente provinciale con decreto del governo centrale e revocabile in qualsiasi momento.
| Periodo                   | Primo cittadino    | Carica  |
| ------------------------- | ------------------ | ------- |
| 1854-1856                 | Vincenzo Gregorio  | Sindaco |
| 1856                      | Angelo Guglielmo   | Sindaco |
| 1856-1858                 | Cosmo Gregorio     | Sindaco |
| Giugno 1858 - aprile 1859 | Antonino Chillemi  | Sindaco |
| Aprile 1859 - luglio 1860 | Bernardo Scarcella | Sindaco |

## Sindaci durante la Dittatura di Garibaldi (1860-1861)
| Periodo                    | Primo cittadino       | Carica                   |
| -------------------------- | --------------------- | ------------------------ |
| Luglio 1860                | Angelo Guglielmo      | Presidente del Municipio |
| Luglio 1860 - gennaio 1861 | dott. Luigi Trimarchi | Presidente del Municipio |
| Gennaio-aprile 1861        | Onofrio Famulari      | Funzionante Sindaco      |

## Sindaci durante il Regno d'Italia (1861-1946)
Dopo la proclamazione del Regno d'Italia, tra il 1861 ed il 1889, il sindaco era nominato dal consiglio dei ministri con apposito regio decreto e doveva essere scelto fra i consiglieri comunali.
| Periodo               | Primo cittadino        | Carica              | Partito |
| --------------------- | ---------------------- | ------------------- | ------- |
| 1861-1863             | Bernardo Scarcella     | Sindaco             |         |
| Gennaio - luglio 1863 | Rosario Garufi         | Funzionante Sindaco |         |
| 1863-1864             | cav. Giovanni Crisafi  | Sindaco             |         |
| 1864-1870             | Antonino Caloggero     | Sindaco             |         |
| 1870-1872             | Giovanni Gregorio      | Sindaco             |         |
| 1872-1875             | Giuseppe Caminiti      | Sindaco             |         |
| 1875-1878             | Giuseppe Fazio         | Sindaco             |         |
| 1878-1880             | Vincenzo Pugliatti     | Sindaco             |         |
| 1880                  | Giuseppe Fazio         | Sindaco             |         |
| 1880                  | Bernardo Scarcella     | Sindaco             |         |
| 1880-1882             | Giuseppe Gregorio      | Sindaco             |         |
| 1882-1889             | notar Luigi Trischitta | Sindaco             |         |

Nel 1889 fu introdotta l'elezione da parte del consiglio comunale; il primo cittadino doveva essere scelto tra i consiglieri regolarmente eletti. La durata del mandato era di 4 anni, con possibilità di rielezione. Tale periodo ebbe termine nel 1926 con l'istituzione dei podestà fascisti.
| Periodo   | Primo cittadino                    | Carica                          | Partito  |
| --------- | ---------------------------------- | ------------------------------- | -------- |
| 1889-1893 | cav. uff. Francesco Paolo Caminiti | Sindaco                         | Centro   |
| 1893-1894 | cav. Francesco Enea D'Osnago       | Regio Commissario straordinario | [ 4 ]    |
| 1894-1904 | cav.uff. Francesco Paolo Caminiti  | Sindaco                         | Centro   |
| 1904-1905 | avv. Domenico Scarcella            | Sindaco                         | Centro   |
| 1905-1907 | cav. Carmelo Garufi                | Sindaco                         |          |
| 1907-1917 | avv. Michele Crisafulli Mondìo     | Sindaco                         | Destra   |
| 1917-1920 | cav. Vittorio Caminiti             | Sindaco                         | Liberale |
| 1920-1921 | cav. Giovanni Maresca              | Commissario straordinario       |          |
| 1921-1922 | dott. Giuseppe Cuzzaniti           | Commissario straordinario       |          |
| 1922      | dott. Cesare Ladeda                | Commissario prefettizio         |          |
| 1922-1923 | dott. Michele Galatà               | Commissario prefettizio         |          |
| 1923      | avv. Angelo Moschella              | Funzionante Sindaco             | Sinistra |
| 1923-1924 | cav. Fortunato Pugliatti           | Sindaco                         | Sinistra |

Con la legge n. 237 del 4 febbraio 1926, parte delle cosiddette leggi fascistissime, venne istituita la figura del podestà. Nel 1926 gli organi democratici di Santa Teresa di Riva, come quelli degli altri comuni, furono soppressi: tutte le funzioni in precedenza svolte dal sindaco, dalla giunta e dal consiglio comunale vennero trasferite al podestà, nominato tramite regio decreto dal governo fascista per cinque anni e revocabile in ogni momento.
| Periodo                      | Primo cittadino          | Carica                  | Partito |
| ---------------------------- | ------------------------ | ----------------------- | ------- |
| 1924-1926                    | avv. Luigi Ragno         | Commissario prefettizio | P.N.F.  |
| 1926-1929                    | avv. Luigi Ragno         | Podestà                 | P.N.F.  |
| 1929-1931                    | dott. Antonino Fleri     | Commissario prefettizio |         |
| 1931-1933                    | ing. Francesco Rigano    | Podestà                 | P.N.F.  |
| 1933-1934                    | dott. Giovanni Moscato   | Commissario prefettizio | --      |
| Settembre 1934 - luglio 1937 | dott. Giuseppe Muscolino | Podestà                 | P.N.F.  |
| Luglio 1937- giugno 1938     | avv. Aristide Spadaro    | Commissario prefettizio | --      |
| Giugno 1938                  | dott. Giuseppe Muscolino | Podestà                 | P.N.F.  |
| 1938                         | dott. Antonino Longo     | Commissario prefettizio | --      |
| 1938                         | dott. Luigi Calenda      | Commissario prefettizio | --      |
| Settembre 1938 - agosto 1943 | comm. Angelo Trimarchi   | Podestà                 | P.N.F.  |

Il 17 agosto 1943, la cittadina di Santa Teresa di Riva venne occupata dalle Forze Alleate che presero il totale controllo della città e occuparono Palazzo Tornatola, sede del municipio. Gli Alleati anglo-canadesi riconfermarono come sindaco provvisorio il già podestà fascista comm. Angelo Trimarchi (1906-1983), facoltoso commerciante agrumario.
Tra il 1943 ed il 1946, i sindaci dell'amministrazione comunale vennero designati dall'AMGOT (1943-1944), poi dal Prefetto.
| Periodo                    | Primo cittadino           | Carica                                    | Partito |
| -------------------------- | ------------------------- | ----------------------------------------- | ------- |
| Agosto 1943 - ottobre 1944 | comm. Angelo Trimarchi    | Sindaco provvisorio nominato dall'AMGOT   |         |
| Novembre 1944 - marzo 1946 | dott. Antonino Crisafulli | Sindaco provvisorio nominato dal Prefetto |         |
| Marzo - ottobre 1946       | cav. Vittorio Caminiti    | Sindaco provvisorio nominato dal Prefetto | PLI     |

## Sindaci durante la Repubblica (1946-oggi)
Il sistema elettivo fu ripristinato dal Regno d'Italia nel gennaio 1946 e confermato dalla Repubblica Italiana, anche se non era ancora prevista l'elezione diretta da parte dei cittadini. Tra il 1946 e il 1993, anche in virtù della normativa sugli enti locali in vigore nella Regione Siciliana, il sindaco era eletto in seno al consiglio comunale diventandone altresì presidente.
| Periodo                     | Primo cittadino            | Carica                              | Partito           |
| --------------------------- | -------------------------- | ----------------------------------- | ----------------- |
| 1946-1949                   | ing. Giuseppe Trimarchi    | Sindaco                             | PLI+MSI           |
| 1949-1962                   | comm. Angelo Trimarchi     | Sindaco                             | PLI+MSI           |
| 1962-1967                   | prof. Giuseppe Caminiti    | Sindaco                             | DC+centrosinistra |
| Febbraio 1967 - giugno 1968 | comm. Angelo Trimarchi     | Sindaco                             | PLI+MSI           |
| 1968-1969                   | dott. Giuseppe Valguarnera | Commissario Straordinario regionale | ---               |
| 1969-1970                   | avv. Carmelo Iarìa         | Commissario straordinario regionale | ---               |
| 1970-1976                   | avv. Carmelo Iarìa         | Sindaco                             | DC+PLI            |
| 1976-1978                   | avv. Salvatore Aliberti    | Sindaco                             | PSDI+PSI+PCI      |
| Settembre - dicembre 1978   | cav. Francesco Rigano      | Sindaco                             | PSI+PCI+PSDI      |
| 1979-1980                   | dott. Gaetano Mistretta    | Commissario straordinario regionale | ---               |
| 1980-1989                   | avv. Carmelo Iarìa         | Sindaco                             | DC                |
| Settembre 1989              | avv. Pinella Aliberti      | Sindaco                             | DC+PSI            |
| 1989-1990                   | dott. Onofrio Zaccone      | Commissario straordinario regionale | ---               |
| 1990-1992                   | dott. Antonino Muscolino   | Sindaco                             | DC+PSI            |
| 1992-1994                   | dott. Antonino Bartolotta  | Sindaco                             | DC+PSI+PLI+PRI    |

A partire dal 1993. Il sindaco viene eletto direttamente dai cittadini. In virtù della normativa della Regione Siciliana, avendo il comune di Santa Teresa di Riva una popolazione inferiore ai quindicimila abitanti, è in vigore il sistema maggioritario.
| Periodo                    | Primo cittadino               | Carica                              | Partito                                                        |
| -------------------------- | ----------------------------- | ----------------------------------- | -------------------------------------------------------------- |
| 1994-2003                  | dott. Antonino Bartolotta     | Sindaco                             | Patto per S.Teresa di Riva (UDC+AN)                            |
| Maggio - settembre 2003    | dott. Alberto Morabito        | Sindaco                             | Legalità-Sviluppo e Solidarietà per una Città Nuova (FI+AN+DS) |
| Settembre - ottobre 2003   | geom. Gaetano Maggioloti      | vicesindaco                         | AN                                                             |
| Ottobre 2003 - giugno 2004 | dott. Angelo Greco            | Commissario straordinario regionale | ---                                                            |
| 2004-2007                  | avv. Carlo Umberto Lo Schiavo | Sindaco                             | Città Nuova (FI+AN)                                            |
| Febbraio - maggio 2007     | dott. Antonino La Mattina     | Commissario straordinario regionale | ---                                                            |
| 2007-2012                  | dott. Alberto Morabito        | Sindaco                             | Città Libera (PdL+PD)                                          |
| 2012-2017                  | dott. Cateno De Luca          | Sindaco                             | Libera Santa Teresa-Sicilia Vera                               |
| 2017-in carica             | dott. Danilo Lo Giudice       | Sindaco                             | GoverniAmo Santa Teresa-Sud chiama Nord                        |